# Boeing YAL-1
El Boeing YAL-1 Airborne Laser o ABL (en español: Láser Aerotransportado) fue un sistema de armas que empleaba un láser químico de yodo oxigenado (en inglés: chemical oxygen iodine laser, (COIL)) instalado a bordo de un Boeing 747-400F cuyo fuselaje se había modificado para la instalación del sistema. Fue concebido para eliminar misiles balísticos (TBM) similares a los Scud, mientras estaban en la fase de propulsión. El láser ha sido probado en vuelo, a pesar de que todavía no se ha apuntado ni derribado ningún blanco. El Láser Aerotransportado fue designado como YAL-1A recientemente por el Departamento de Defensa. El láser ya había sido probado anteriormente en un Boeing NKC-135A, que derribó con éxito varios misiles en los años 80. Se conocía como Laboratorio de Láser Aerotransportado y se convirtió en un banco de pruebas para el desarrollo del ABL.

## Diseño y desarrollo

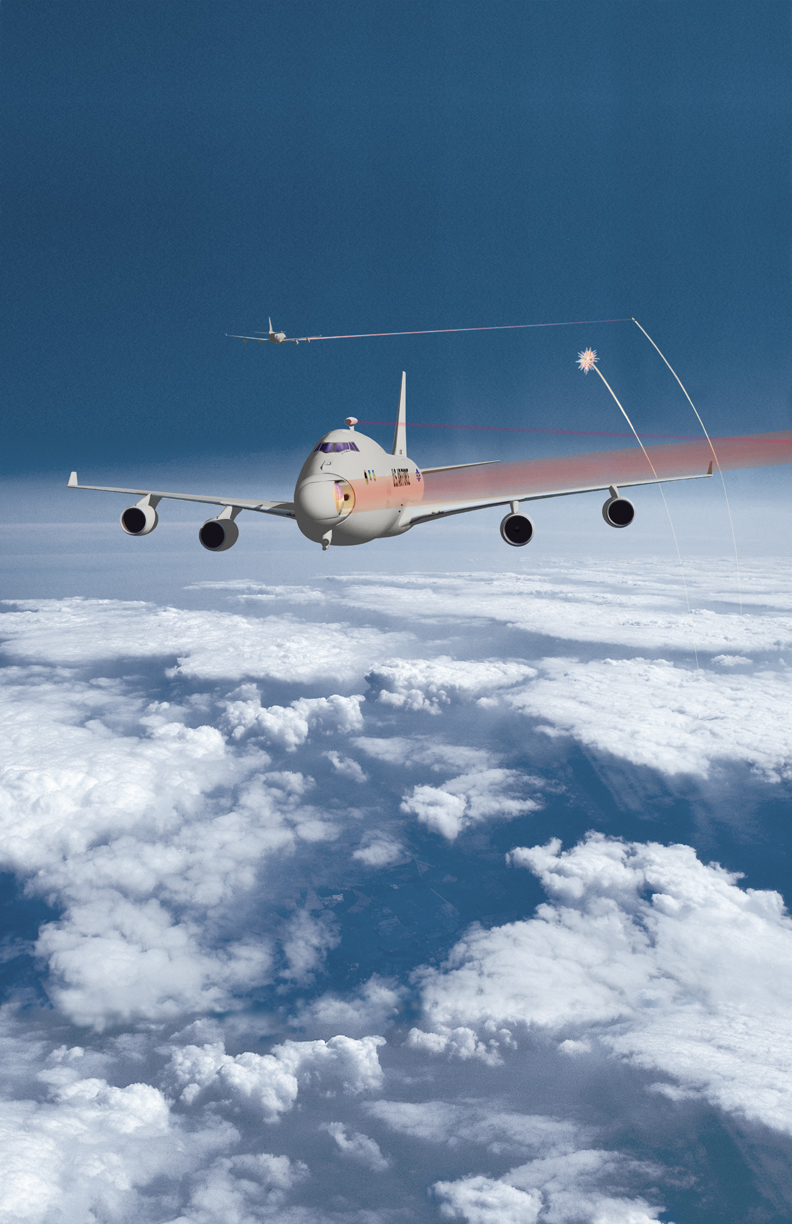
Impresión artística del YAL-1.

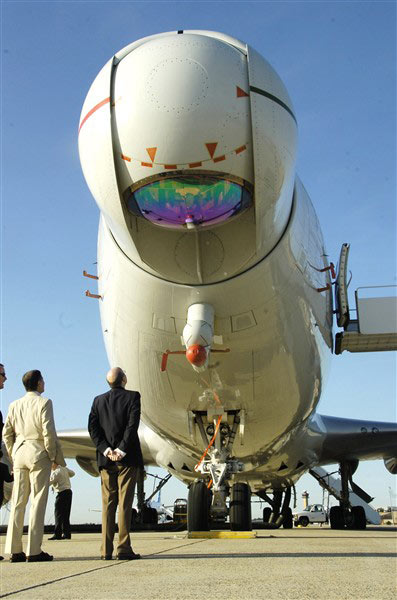
Sección delantera del YAL-1.

El Programa de Láser de Defensa Antimisil Aerotransportado comenzó en 1996, liderado por la Fuerza Aérea. En 2001 pasó a ser responsabilidad de la Agencia de Defensa de misiles. La guerra del Golfo de 1991 y el empleo de misiles Scud hizo que Estados Unidos se interesara en un proyecto que parecía muerto con el fin de la Guerra Fría. Se preveía contar con siete ABL-747, que serían asignadas a dos teatros de combate distintos (Irán y Corea del Norte eran entonces las amenazas). Las aeronaves se esperaba que entraran en servicio en 2008, pero luego el desarrollo sería más lento y costoso de lo previsto.
En 2002 se modificó un Boeing 747-400F y en 2004 se logró la primera entrada en funcionamiento del prototipo del sistema durante las pruebas en tierra, y se realizó el primer vuelo del avión con los sistemas de gestión de combate y control de disparo. En 2005 se completó la demostración del rendimiento de los sistemas de gestión de combate y control de disparo, y se realizaron pruebas en tierra de disparo de rayo láser de alta energía con potencia y duración adecuadas para simular un escenario de combate real. En 2006 se completaron las modificaciones al avión, incorporando los componentes principales del sistema de bobina e iluminadores láser para rastrear misiles. El equipo completó las pruebas en tierra relacionadas con toda la secuencia de interceptación. En 2007 el avión simuló todas las operaciones necesarias para la detección y derribo de un misil balístico. En 2008 se completó la instalación del láser a bordo del avión y comenzaron las pruebas de fuego en tierra. En abril de 2009, el avión comenzó las pruebas de vuelo con todo el sistema de armas integrado a bordo. Ese mismo mes, el Secretario de Defensa Robert Gates recomendó la cancelación del segundo avión y decidió que el programa volviera a la fase de investigación y desarrollo debido a sus altos costes futuros y problemas tecnológicos inherentes a los láseres de yoduro químico. El 6 de junio de 2009 se realizó una prueba de interceptación de lanzamiento frente a la costa de California, primera fase de un programa que se esperaba completar en 2013. El 11 de febrero de 2010, el Airborne Laser Testbed (ALTB) destruyó un misil balístico en vuelo por primera vez, demostrando la viabilidad del programa. Sin embargo, el Secretario de Defensa seguía creyendo que el programa no podía ser operativo, ya que los analistas indicaban que se necesitaba un láser 20 o 30 veces más potente que el láser químico del YAL-1 para disparar desde una distancia razonable con opciones de éxito. Además, las estimaciones indicaban que para ser realmente operativa la defensa antimisil, se requeriría de un mínimo de entre diez a veinte aviones. Con un precio individual de 1500 millones de dólares y un coste operativo de 100 millones por año y avión, los militares no se sentían ya atraídos. El programa era casi tan caro como el del avión F-22. En diciembre de 2011, el proyecto fue cancelado por sus resultados insuficientes. La defensa antimisil pasó a ser liderada por la Armada y su programa de misiles antiaéreos. En febrero de 2011, el avión fue destinado a la Base Davis–Monthan, para ser almacenado en el 309.º Grupo de Mantenimiento y Regeneración Aeroespacial (AMARG). En 2014 fue oficialmente retirado, después de que se desguazara para aprovechar todas las partes utilizables.
En 2013 se declaró que el concepto YAL-1 había sido sustituido por defensas antimisiles láser montadas en vehículos aéreos de combate no tripulados de gran altitud. Irónicamente, la idea del empleo del láser sigue viva, pero para plataformas navales y terrestres. Esta vez se trata de derribar misiles en su fase terminal, no cuando inician el ascenso.

## Operadores
Estados Unidos
- Fuerza Aérea de los Estados Unidos

## Especificaciones

### Características generales
- Tripulación: Seis
- Longitud: 70,6 m (231,6 ft)
- Envergadura: 64,4 m (211,3 ft)
- Altura: 19,4 m (63,6 ft)
- Perfil alar: raíz: BAC 463 a BAC 468; punta: BAC 469 a BAC 474[5]
- Peso máximo al despegue: 396 893 kg (874 752,2 lb)
- Planta motriz: 4× turbofán General Electric CF6-80C2B5F.
  - Empuje normal: 276 kN (28 144 kgf; 62 048 lbf) de empuje cada uno.

### Rendimiento
- Velocidad máxima operativa (Vno): 1014 km/h (630 MPH; 548 kt) a 11 000 m (35 000 pies)
- Velocidad crucero (Vc): 925,1 km/h (575 MPH; 500 kt) a 11 000 m (35 000 pies)

### Armamento
- Otros: 1x COIL

### Aviónica
- 1x sistema detector infrarrojo ABL
- 2x láser iluminador de blancos

## Aeronaves relacionadas

### Desarrollos relacionados
- Boeing 747
- Boeing 747-400

### Aeronaves similares
- Boeing NKC-135A
- / Beriev A-60

### Secuencias de designación
- Secuencia Numérica (interna de Boeing): ← 733 - 737 - 739 - 747 - 757 - 767 - 777 →
- Secuencia AL-_ (Láser aerotransportado estadounidense): YAL-1
- Secuencia C-_ (Aviones de Carga estadounidenses, 1962-presente): ← C-32 - C-33 - C-35 - C-36 - C-37A/B - C-38 - C-40 →